# 鲁德伦德拉·坦登
鲁德伦德拉·坦登（英語：Rudrendra Tandon，1967年9月21日—），印度外交官，現任印度駐希臘大使，曾任印度駐阿富汗大使、印度駐東盟使團大使、印度駐阿富汗賈拉拉巴德總領事。

## 經歷
鲁德伦德拉·坦登生於1967年9月21日。擁有德里經濟學院的經濟學碩士學位。
1994年加入印度外事服務部。他曾在印度駐法國、阿爾及利亞、阿富汗和俄羅斯的使館任職，並曾擔任印度駐阿富汗賈拉拉巴德總領事。2018年6月5日，被任命爲下一任印度駐東盟大使。2018年7月23日至2020年9月4日擔任印度駐東盟使團大使。2018年8月6日，向東盟祕書長林玉辉遞交國書。
隨後他於2020年8月7日被任命爲印度駐阿富汗大使。他於2020年9月至2021年8月期間擔任印度駐阿富汗大使。2020年10月10日，向阿富汗總統阿什拉夫·加尼遞交國書。2021年8月塔利班武裝攻佔阿富汗首都喀布爾，包括坦登大使在內的印度外交官和在阿富汗的印度平民從阿富汗撤離，坦登乘坐印度空军飞机撤离到了印度古吉拉特邦城市贾姆讷格尔。阿富汗前總統哈米德·卡尔扎伊接受《印度快報》採訪時表示自己曾在印度決定關閉駐阿富汗大使館時敦促印度大使鲁德伦德拉·坦登不要离开。2022年6月，印度向喀布爾派遣了一支人道主義技術團隊，重新開放了印度駐阿富汗大使館。
在印度國內，他曾擔任巴基斯坦事務副處長、總理辦公室副司長級別官員、巴基斯坦事務副司長、巴基斯坦、阿富汗與伊朗司聯秘和聯合國政治聯秘。在前往雅典之前，他曾在外交部擔輔秘，負責环孟加拉湾多领域经济技术合作倡议和南亞區域合作聯盟事務。
2023年3月31日，被任命爲下一任印度駐希臘大使。2023年6月27日就任印度駐希臘大使。

## 個人生活
坦登的妻子是印度警察服務局官員。